# Nabaluia
Nabaluia es un género que tiene asignada tres especies de orquídeas epífita o, a veces, litófitas. Es originario de Borneo.

## Descripción
Son plantas de tamaño medio a grande, epífita o litófita que tiene un labelo similar al del género Pholidota pero difiere en tener grupos de pelos dentro del perianto y grandes lóbulos laterales que proyectan al frente un callo.

## Etimología
El nombre del género se refiere al monte Kinabalu en Borneo.

## Especies
| - Nabaluia angustifolia de Vogel - Nabaluia clemensii Ames - Nabaluia exaltata de Vogel |